# Radelgardo di Benevento
Radelgardo (... – 854) è stato un principe longobardo, principe di Benevento dall'851 all'854.

## Biografia
Figlio maggiore di Radelchi I di Benevento e Caretrude, succedette al padre alla morte di questi.
Gli succedette appena tre anni dopo suo fratello, Adelchi, poiché suo figlio, Gaideris, era ancora in tenera età. Radelgardo ebbe anche una figlia, andata in sposa a Landone III di Capua.